# Estádio Poljud
O Estádio Poljud (Nome oficial em croata: Gradski stadion u Poljudu ou Estádio da Cidade em Poljud) é um estádio localizado na cidade de Split, na Croácia. É a casa do clube de futebol Hajduk Split. 
O local foi construído para sediar os Jogos do Mediterrâneo de 1979 e foi aberto pelo então presidente da Iugoslávia, Josip Broz Tito. Ele tinha uma capacidade original de 55.000, aumentou para 62.000 na década de 1980, antes de ser equipado com assentos na década de 1990, reduzindo assim a capacidade para 35.000.
Em 1990, recebeu o Campeonato Europeu de Atletismo. Também sediou a Copa Continental da IAAF de 2010, e de 2013 a 2018, foi sediada anualmente a Ultra Europa.
O recorde de público ocorreu num clássico entre o Hajduk Split e o Dínamo de Zagreb em 1982, com 62.000 torcedores.
Há um projeto de reconstrução do estádio, que passaria a contar com 44.000 lugares. O projeto estava previsto para a candidatura conjunta Croácia-Hungria para sediar a Eurocopa de 2012, mas, mesmo não recebendo o torneio, deve sair do papel.

## Jogos Internacionais
| Data                      | Competição                                  | Oponente               | Placar                 | Público                |                        |
| Iugoslávia (1979–1991)    | Iugoslávia (1979–1991)                      | Iugoslávia (1979–1991) | Iugoslávia (1979–1991) | Iugoslávia (1979–1991) | Iugoslávia (1979–1991) |
| ------------------------- | ------------------------------------------- | ---------------------- | ---------------------- | ---------------------- | ---------------------- |
| 29 de setembro de 1979    | Jogos do Mediterrâneo de 1979               | França                 | 3–0                    | 50.000                 | [carece de fontes?]    |
| 29 de abril de 1981       | Eliminatórias da Copa do Mundo FIFA de 1982 | Grécia                 | 5–1                    | 45.000                 |                        |
| 21 de dezembro de 1983    | Qualificações UEFA Euro 1984                | Bulgária               | 3–2                    | 29,331                 |                        |
| 29 de outubro de 1986     | Qualificações UEFA Euro 1988                | Turquia                | 4–0                    | 12,270                 |                        |
| 31 de março de 1988       | Amistoso                                    | Itália                 | 1–1                    | 12.000                 |                        |
| Croácia (1991 – presente) |                                             |                        |                        |                        |                        |
| 8 de outubro de 1995      | Qualificação UEFA Euro 1996                 | Itália                 | 1–1                    | 35.000                 |                        |
| 29 de março de 1997       | Eliminatórias da Copa do Mundo FIFA de 1998 | Dinamarca              | 1–1                    | 35.000                 |                        |
| 2 de abril de 1997        | Eliminatórias da Copa do Mundo FIFA de 1998 | Eslovênia              | 3–3                    | 20.000                 |                        |
| 10 de fevereiro de 1999   | Amistoso                                    | Dinamarca              | 0-1                    | 7.000                  |                        |
| 23 de fevereiro de 2000   | Amistoso                                    | Espanha                | 0 a 0                  | 10.000                 |                        |
| 12 de fevereiro de 2003   | Troféu Marjan 2003                          | Polónia                | 0 a 0                  | 1.000                  |                        |
| 18 de fevereiro de 2004   | Amistoso                                    | Alemanha               | 1–2                    | 9,212                  |                        |
| 17 de agosto de 2005      | Amistoso                                    | Brasil                 | 1–1                    | 27,256                 |                        |
| 6 de fevereiro de 2008    | Amistoso                                    | Países Baixos          | 0-3                    | 30.000                 |                        |
| 4 de junho de 2011        | Qualificação UEFA Euro 2012                 | Geórgia                | 2–1                    | 28.000                 |                        |
| 15 de agosto de 2012      | Amistoso                                    | Suíça                  | 2–4                    | 10.000                 |                        |
| 12 de junho de 2015       | Qualificação UEFA Euro 2016                 | Itália                 | 1–1                    | 0                      |                        |